# Live2ch
Live5chは、Windows用の5ちゃんねるブラウザである。
2003年8月の初版リリースから2017年9月まではLive2chというソフト名だった。開発者はハンドルネーム「geroimo ◆IbyRa9v5IE」。

## 概要
元々は実況板での利用に特化したブラウザとして開発が続けられていたが、今日ではこれらの機能はそのままに実況用途以外の機能を数多く備え、高機能な2ちゃんねるブラウザとして今日も開発が続けられている。開発言語はMicrosoft Windows 2000とMicrosoft Windows XP上にインストールされているVisual Basic6.0sp6。レンダリングエンジンはTrident。スキンの設定ができ、これにより機能を拡張することが可能である。
2002年から数多くの評価版のリリースを重ねた後に、2003年8月20日に初版（Ver 1.00）をリリースした。ユーザからの評価は高く、この年の窓の杜大賞を受賞した。リリースして以降はアップデートの間隔が徐々に長くなっているが、主に2ちゃんねるで仕様の変更があって対応が必要となった場合に新版がリリースされ、その際にプログラムの修正や機能の追加が行われている。
2017年10月1日に「2ちゃんねる」のサイト名が「5ちゃんねる」に変更されたのを受け、同年10月10日に公開されたVer1.51からソフトウェアの名称を「Live5ch」と変更した。